# Mokiivți, Șepetivka
Mokiivți (în ucraineană Мокіївці) este localitatea de reședință a comunei Mokiivți din raionul Șepetivka, regiunea Hmelnîțkîi, Ucraina.

## Demografie
Componența lingvistică a localității Mokiivți
     Ucraineană (98,28%)
     Rusă (1,03%)
     Alte limbi (0,34%)
Conform recensământului din 2001, majoritatea populației localității Mokiivți era vorbitoare de ucraineană (98,28%), existând în minoritate și vorbitori de rusă (1,03%).